# Крашенинников, Игорь Валерьевич
Игорь Валерьевич Крашенинников (род. 20 мая 1971, Казань) — советский и российский хоккеист, нападающий. Тренер.

## Биография
Воспитанник казанского хоккея. Играл за команды СК им. Урицкого / «Итиль» Казань (1988/89 — 1993/94), «Нефтяник» Альметьевск (1989/90, 1993/94, 1999/2000 — 2001/02), «Тан» Казань (1992/93), ЦСК ВВС Самара (1994/95 — 1998/99), ЦСК ВВС-2 (1997/98 — 1998/99),
«Воронеж» (1998/99), «Нефтяник» Лениногорск (1999/2000), «Газовик» Тюмень (2001/02), «Кедр» Новоуральск (2002/03), «Южный Урал» Орск (2003/04), «Брест» (Беларусь, 2004/05), «Ариада» Волжск (2004/05).
Окончил ВШТ по хоккею им. Н. Г. Пучкова (2012), Самарский государственный педагогический университет (2000). Детский тренер в «Зиланте» Казань (2018—2022).
Главный тренер любительской команды «Казанские драконы» — победителя Ночной хоккейной лиги (2013).